# Большова, Алла Константиновна
А́лла Константи́новна Большо́ва (27 июля 1932, Москва — 7 января 2015, там же) — советский и российский юрист; председатель Арбитражного суда города Москвы (1992—2005); Заслуженный юрист РСФСР (1988), профессор (2000).

## Биография
В 1955 году окончила юридический факультет Московского государственного университета имени М. В. Ломоносова.
Работала заведующей отделом агитации и пропаганды Чапаевского горкома ВЛКСМ (1956), затем во Всесоюзном химическом обществе имени Д. И. Менделеева (1956—1959); с 1959 года — в Пролетарском районном народном суде: секретарь судебного заседания, консультант по обобщению судебной практики, народный судья (1962—1976). Одновременно (1974—1975) — юрисконсульт Мострансагентства.
С 1977 г. — член Московского городского суда. Главный государственный арбитр города Москвы (1981—1992). При преобразовании арбитражной системы в судебную в 1992 году Верховным Советом Российской Федерации избрана председателем столичного арбитражного суда. Участвовала в работе над законопроектом «Об арбитражном суде», проектами Арбитражно-процессуального Кодекса и других правовых актов.
С 2005 года, после прекращения полномочий в связи с достижением предельного возраста пребывания в должности судьи, — главный научный сотрудник Института законодательства и сравнительного правоведения при Правительстве РФ.
Имела высший квалификационный класс судьи (1992); действительный член Российской академии естественных наук, член Союза юристов Москвы.
Трижды избиралась депутатом Моссовета.
Похоронена на Ваганьковском кладбище.

### Семья
Отец — Константин Павлович Большов (1903 — ?); мать — Зинаида Кирилловна Николаева (1902 — ?).
Муж — Александр Моисеевич Коган (р. 1932).

## Награды и признание
- орден Дружбы народов (1993)
- орден Почёта (2001)
- Заслуженный юрист РСФСР (1988)
- орден «За заслуги в развитии науки и экономики» I степени (РАЕН)
- серебряная медаль Петра Великого
- почётный знак имени В. Н. Татищева «За пользу Отечеству» (РАЕН).